# Дворец Тодеско

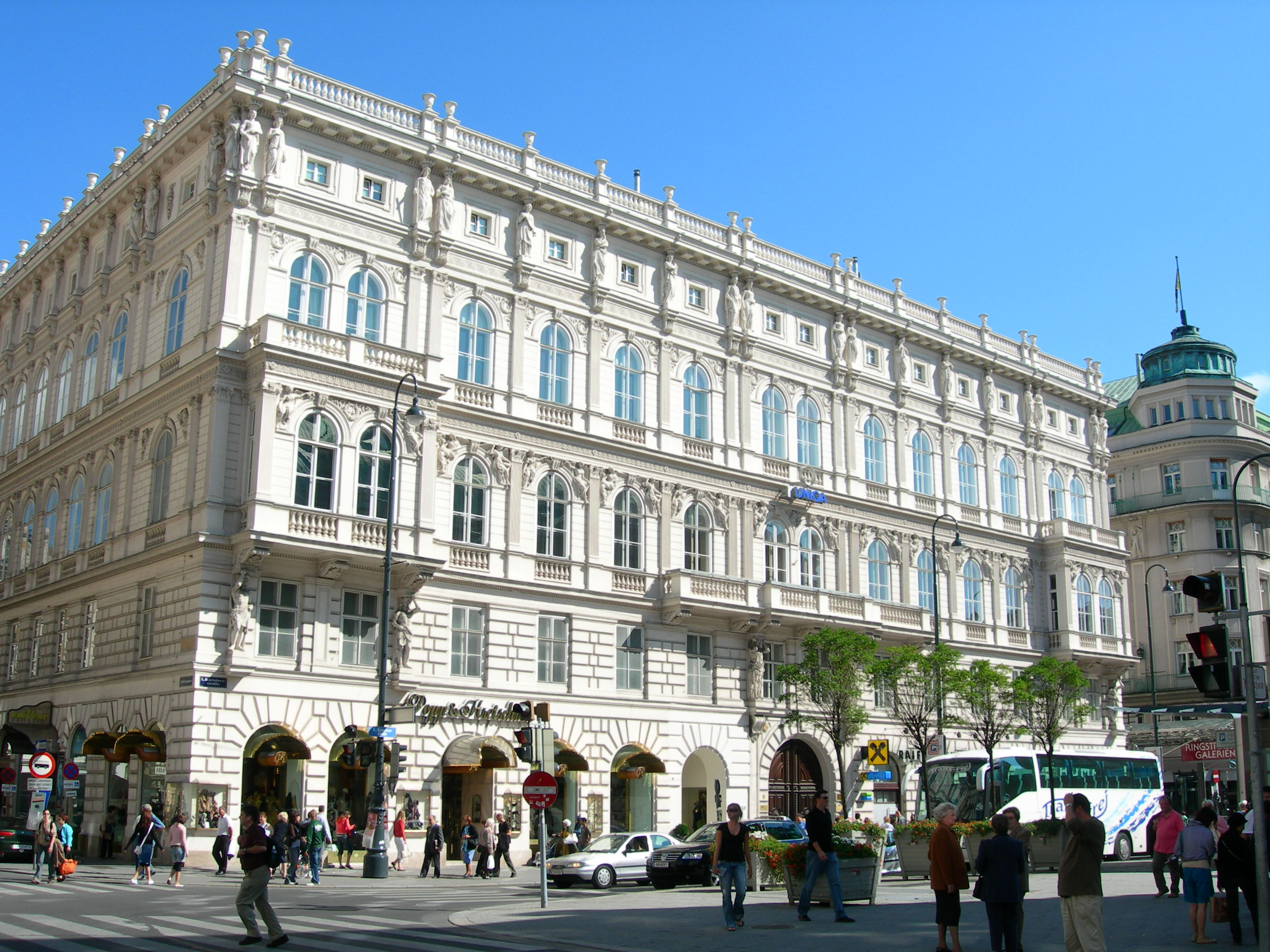
Дворец Тодеско

Дворец Тодеско (нем. Palais Todesco) — памятник архитектуры австрийской столицы. Располагается в Вене на улице Кернтнерштрассе, 51, напротив Венской государственной оперы. Здание было построено для банкира и коммерсанта Эдуарда Тодеско в 1861—1864 годах архитектором Людвигом Фёрстером. Внутреннее убранство дворца было спроектировано Теофилом фон Хансеном. Залы дворца также украшены фресками работы Карла Раля. Потолочная роспись была выполнена Густавом Гаулем.
Тодеско были евреями, выходцами из Румынии. Отец братьев занимался производством шёлка в Падуе. Эдуард Тодеско получил титул барона. В художественном салоне супруги Эдуарда Тодеско Софии во дворце Тодеско собирались знаменитости своего времени: Гуго фон Гофмансталь, Фердинанд фон Заар, Генрик Ибсен и Антон Рубинштейн. В залах дворца проходили театральные постановки. Иоганн Штраус познакомился во дворце Тодеско со своей будущей супругой Генриеттой Трефц, которая была любовницей Морица Тодеско, родного брата Эдуарда Тодеско.
В 1887—1900 годы частым посетителем дворца был Зигмунд Фрейд — его пациенткой была дочь Эдуарда Тодеско Анна фон Либен. В книгах Фрейда Либен описана под вымышленным именем «Цецилии М.». Выросший во дворце сын Анны и внук Эдуарда Роберт фон Либен стал известным изобретателем.
Здание серьёзно пострадало во время Второй мировой войны и было вскоре восстановлено. С 1976 года находится под охраной государства. Последняя реставрация проводилась в 1978-79 годах. В 1947—1993 годах во дворце размещалась штаб-квартира Австрийской народной партии.